# 日勝峠
日勝峠（にっしょうとうげ）は、北海道沙流郡日高町と上川郡清水町の境界にある峠。峠の東側は十勝川水系、西側は沙流川水系である。日高山脈の分水界であるが、両水系とも太平洋に注いでいる。

## 概要
道央と道東を結ぶ交通の要衝である。標高は1,022mであるが植生環境から見れば本州の標高3,000m級に匹敵する環境となっており、走行条件の厳しい峠となっている。日高町大颱橋から清水町石山までの区間（33.3km）は、特殊通行規制区間になっている。1年中霧の影響を受けやすく、特に夏期は清水町側を中心に著しい濃霧による視程障害が発生し、冬期は吹雪による視程障害が発生する。このような悪条件などにより交通事故が多発する峠であり、視線誘導施設の設置や防雪・路面凍結対策などを施してきた。登坂車線やブレーキ故障車に備えた待避所（緊急待避所）も設置されている。
2011年（平成23年）に道東自動車道が道央圏までつながり、峠越えの負担軽減が図られた。
2016年8月30日、平成28年台風第10号により被災、土砂流入、路面崩壊、落橋などが発生し、同日11時15分から日高町千栄〜清水町清水（延長43.8km）が通行止めとなった。7号目付近、8号目付近、三国の沢覆道など複数箇所で大規模な崩落が発生、日高町内では千呂露橋、大颱橋、岩瀬橋が落橋するなど壊滅的な被害を受けており、職員が徒歩や自転車で調査して66か所の被害個所を確認。2017年秋ごろを目途に復旧工事が進められ、2017年10月28日に通行止めは解除された。同時に道東自動車道占冠IC - 音更帯広IC間で行われていた通行料金の無料措置も終了した。国道38号狩勝峠も同様に被災して通行止めとなったが、2016年9月11日に解除されている。

## 歴史
「日勝峠を中心とする道路整備の歩み」を参照。
- 1800年（寛政12年） - 蝦夷巡見使松平信濃守の命を受けた皆川周太夫が実踏調査する。
- 1881年（明治14年） - 札幌県吏、内田瀞、田口捨六が右左府（現在の日高町）から根釧北への路線選定踏査。
- 1920年（大正9年） - 初となる公式踏査。日高から官民合同の24人が十勝入りした。
- 1930年（昭和5年） - 河西（十勝）・浦河（日高）両支庁など関係官庁が合同踏査。
- 1947年（昭和22年） - 清水・日高両町村住民合同踏査。
- 1952年（昭和27年） - 北海道開発局が開発道路「日勝道路」全線の測量を行い概測を完了。
- 1955年（昭和30年） - 村道日高清水線として開発道路に指定。日高側から工事着手。
- 1959年（昭和34年） - 清水側からも工事着手。
- 1963年（昭和38年）4月 - 町道に昇格。
- 1963年（昭和38年）10月 - 北海道道に昇格。
- 1964年（昭和39年）12月 - 主要道道に指定。
- 1965年（昭和40年）10月15日 - 「日勝道路」全線開通。同時に初代日勝トンネルが開通。
- 1970年（昭和45年）4月 - 一般国道274号に指定。
- 1991年（平成3年） - 日高 - 穂別間の全区間開通。新日勝トンネルの供用開始。
- 2011年（平成23年）10月29日 - 道東道夕張IC - 占冠IC間が開通し、十勝圏と道央圏が直結。
- 2016年（平成28年）
  - 8月30日 - 平成28年台風第10号により被災、日高町千栄 - 清水町清水（延長43.8km）が通行止め[8]。
  - 9月23日 - 帯広側 4.3 kmの通行止め解除[7]。
- 2017年（平成29年）
  - 3月31日 - 札幌側 3.4 kmの通行止め解除[7]。
  - 10月28日 - 日高町千栄 - 清水町清水 36.1 kmの通行止め解除により、全線通行止め解除[7]。

## 各種データ
- 最急勾配 6.2%
- 最小曲線半径 62m
- 延長 57.800km（昭和40年開通時）
  - 開発道路区間 53.151km
  - 石山原野開拓線区間 4.649km
- 総工費 19億6,293万4千円（昭和40年開通時）
  - 工事従事者数 延べ49万人
  - 使用セメント 8,600t
  - 使用鋼材 3,500t
  - 使用骨材 105,000m²

## 構造物
- 清瀬第一覆道
- 清瀬第二覆道
- 上滝トンネル
- 新清見トンネル
- 鹿鳴トンネル
- 浪の沢覆道
- 浪の沢トンネル
- 三国の沢覆道（2016年の被災後撤去）
- 日勝トンネル
- 日勝大橋
- 熊見トンネル
- 清流覆道
- 石山トンネル

- また、かつて清水町側の頂上に1軒のコンビニエンスストア（ローソン）があったが現在は閉店。なお、札幌側から来る場合最寄のガソリンスタンドは日高町にあるホクレンSSで、この間清水町まで一切ないので注意が必要。

## 周辺
- 日高ウエスタンファーム（閉店）[13]
- 日勝峠園地展望台[14]
- 日勝峠第1展望台[15]
- 清水ドライブイン 十勝亭[16][17]

## 関連文献
- 清水弘、秋田谷英次「日勝峠雪崩 (昭62.1.29) の発生機構」『雪氷』第49巻第3号、日本雪氷学会、1987年、139-145頁、doi:10.5331/seppyo.49.139。